# Le Brévedent
Le Brévedent ist eine französische Gemeinde mit 203 Einwohnern (Stand 1. Januar 2022) im Département Calvados in der Region Normandie. Sie gehört zum Arrondissement Lisieux und zum Kanton Pont-l’Évêque. 
Sie grenzt im Nordwesten und im Norden an Blangy-le-Château, im Nordosten an Le Faulq, im Südosten an Le Pin und im Südwesten an Saint-Philbert-des-Champs.

## Bevölkerungsentwicklung
| Jahr      | 1962 | 1968 | 1975 | 1982 | 1990 | 1999 | 2006 | 2015 |
| --------- | ---- | ---- | ---- | ---- | ---- | ---- | ---- | ---- |
| Einwohner | 126  | 94   | 86   | 94   | 101  | 146  | 151  | 172  |